# 19. červenec
19. červenec je 200. den roku podle gregoriánského kalendáře (201. v přestupném roce). Do konce roku zbývá 165 dní. Svátek slaví Čeněk.

## Události

### Česko
- 1770 – V Brně bylo zavedeno číslovaní domů. Domovní znamení tak přestala být orientační pomůckou a zůstala jen ozdobou fasád. Významná změna pak přišla v roce 1867, kdy po deseti letech příprav Brno splnilo císařské nařízení o jednotném systému pojmenovávání ulic a číslování domů.
- 1907 – Mladoboleslavská firma Laurin & Klement se přeměnila na akciovou společnost.
- 1914 – Bartoloměj Novák získal povolení a začíná na svém pozemku v Žabovřeskách stavět brněnské kino Lucerna. Jde o druhé nejstarší dosud existující kino na území České republiky.
- 1921 – Národní shromáždění přijalo zákon o podporách v nezaměstnanosti podle tzv. gentského systému, kdy podpory poskytují odbory.
- 1952 – Komunistický politik a budoucí premiér Lubomír Štrougal si vzal Věru Novákovou, měli spolu dceru Evu (1954) a syna Lubomíra (1957). Rozvedli se v roce 1992.
- 1968 – Ústřední výbor KSČ odmítl kritiku československých poměrů vyjádřenou v Brežněvově dopisu, jehož text schválili také představitelé Bulharska, Maďarska, Polska a NDR na schůzce ve Varšavě (viz 15. 7.). Vztahy mezi Československem a SSSR se tím okamžikem vyhrotily do neúnosné míry.
- 1974 – Smlouva o normalizaci vztahů mezi ČSSR a SRN vstoupila v platnost.

### Svět

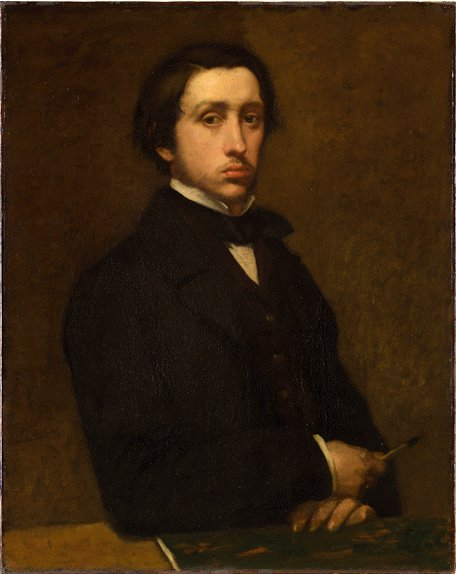
Edgar Degas (* 1834)

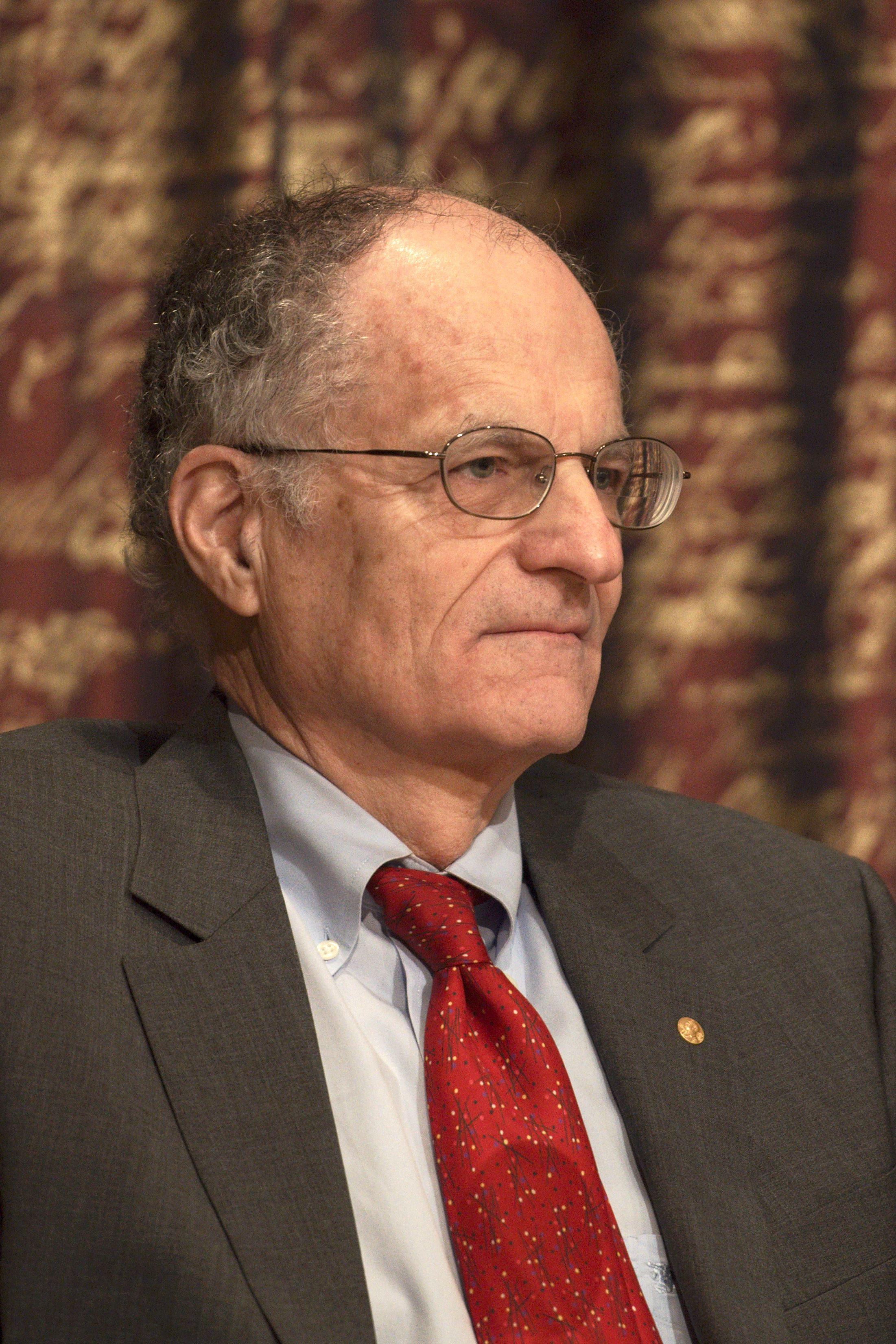
Thomas J. Sargent (* 1943)

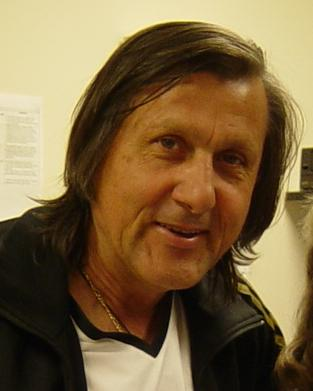
Ilie Năstase (* 1946)

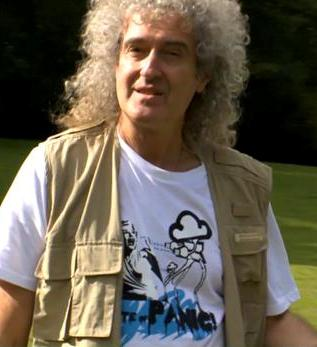
Brian May (* 1947)

- 2781 př. n. l. – Předpokládaný začátek egyptského kalendáře
- 0064 – Velký požár Říma trval 6 dní a zničil velkou část města.
- 0514 – Smrt 51. papeže Symmacha ukončila jeho vládu, jeho nástupcem je Hormisdas.
- 0711 – V Bitvě u řeky Guadalete (jižní Španělsko) porazilo muslimské vojsko Umajjovců Vizigóty, vedené králem Roderichem.
- 1333 – Druhá válka Skotů za nezávislost: Eduard III. porazil Skoty v bitvě na Halidon Hill.
- 1380 – Armáda Tomáše z Woodstocku přistála v Calais.
- 1524 – V německém Schwarzwaldu začala selská vzpoura.
- 1545 – Vlajková loď Jindřicha VIII. Tudora Mary Rose vyplula do své poslední bitvy, pod náporem větru se převrátila a se 415 muži na palubě se potopila u Portsmouthu. Vrak lodi byl v roce 1982 vyzvednut s hlubin během jedné z nejdražších operací námořní archeologie.
- 1553 – Anglickou královnou se stala Marie I. Tudorovna.
- 1595 – Astronom Johannes Kepler dokončil svou teorii geometrického uspořádání vesmíru, když učil na univerzitě ve Štýrském Hradci.
- 1870 – Francie vyhlásila válku Prusku.
- 1900 – Bylo otevřeno 8 stanic první linky pařížského metra.
- 1903 – V prvním ročníku závodu Tour de France zvítězil italský cyklista Maurice Garin.
- 1943 – 2. světová válka: Spojenci poprvé bombardovali Řím.
- 1952 – V Helsinkách byly zahájeny XV. Letní olympijské hry.
- 1979 – Sandinisté svrhli diktaturu v Nikaragui.
- 1980 – V Moskvě byly zahájeny XXII. Letní olympijské hry.
- 1989 – Při nouzovém přistání v Sioux City v Iowě havaroval let United Airlines 232. Zahynulo 111 z 296 lidí na palubě.
- 1996 – V Atlantě byly zahájeny XXVI. Letní olympijské hry.
- 2009 – Objevena impaktní skvrna na Jupiteru po dopadu neznámého tělesa.
- 2012 – Byla zahájena přes 4 roky dlouhá bitva o syrské město Aleppo.
- 2024 – Špatně provedená aktualizace bezpečnostního softwaru společnosti Crowdstrike způsobila výpadky počítačových systémů podniků a institucí po celém světě.

## Narození

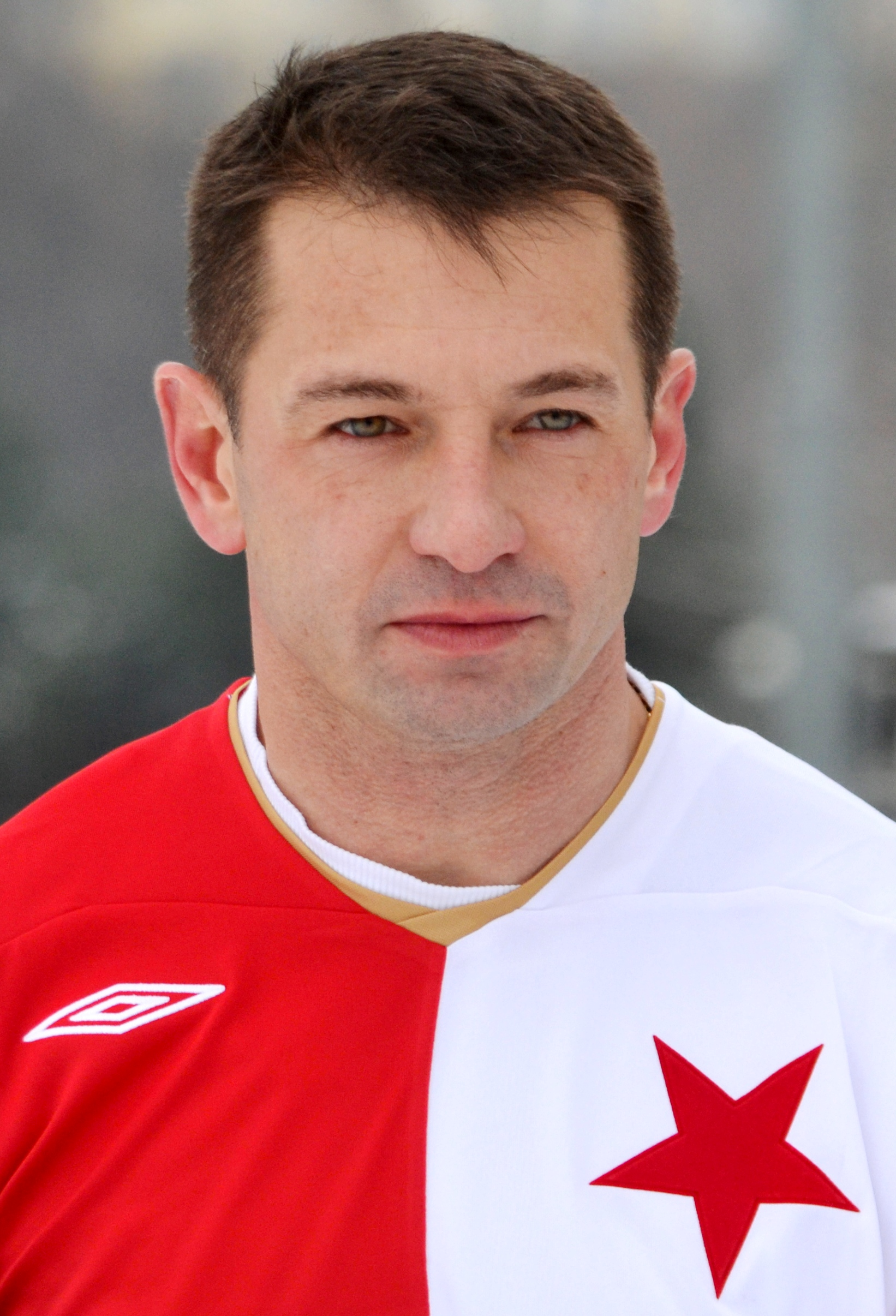
Pavel Kuka (* 1968)

Viz též Kategorie:Narození 19. července — automatický abecedně řazený seznam.

### Česko
- 1544 – Martin Špetle z Třibřich a Ostřešan, diplomat († 13. října 1623)
- 1648 – Jakub Kresa, matematik († 28. července 1715)
- 1718 – Jakub Eberle, sochař a řezbář († 29. srpna 1783)
- 1759 – Leopold I. Berchtold, cestovatel a filantrop († 26. července 1809)
- 1815 – František Alexandr Heber, pražský kupec a amatérský historik († 29. července 1849)
- 1837 – Moritz Allé, astronom a matematik († 6. dubna 1913)
- 1855 – Rudolf von Jaksch, česko-rakouský internista a pediatr († 8. ledna 1947)
- 1868 – Josef Antonín Jíra, archeolog a sběratel († 22. ledna 1930)
- 1870 – Jan Kárník, lékař a spisovatel († 27. prosince 1958)
- 1871 – Otakar Trnka, ministr veřejných prací Předlitavska († 25. června 1919)
- 1879 – Alfréd Justitz, malíř († 9. února 1934)
- 1883 – Josef Jiří Švec, důstojník českých legií († 25. října 1918)
- 1896
  - Ota Ginz, esperantista a překladatel († 29. února 1976)
  - Čeněk Kudláček, generál, legionář, protinacistický a protikomunistický odbojář († 13. února 1967)
- 1903
  - Anna Cydrichová, spisovatelka († 15. září 1994)
  - Zdeněk Reichl, filosof († 1965)
  - Jakub Pavel, historik umění a památkář († 10. května 1974)
- 1905 – Eduard Oliva, generální vikář litoměřické diecéze († 18. listopadu 1972)
- 1908 – Vladimír Kubeš, právní filozof a profesor občanského práva († 14. listopadu 1988)
- 1914 – Josef Páleníček, klavírní virtuos a hudební skladatel († 7. března 1991)
- 1916 – Rudolf Doležal, sochař († 6. září 2002)
- 1920 – Josef Kempný, dlouholetý komunistický politik († 25. listopadu 1996)
- 1921 – Jan Fišer, divadelní režisér († 26. září 2011)
- 1922 – Vladimír Šatava, profesor chemie na VŠCHT († 30. června 2014)
- 1923 – Stella Májová, herečka a zpěvačka († 5. listopadu 2009)
- 1924 – František Budín, konferenciér a komik († 15. března 2020)
- 1929 – František Zítek, matematik († 18. listopadu 1988)
- 1931
  - Jan Dus, evangelický teolog a farář Českobratrské církve evangelické
  - Vladimír Svatoň, profesor ruské a srovnávací literatury († 26. prosince 2018)
- 1936 – Ivan Saxl, matematik a fyzik († 23. prosince 2009)
- 1944 – Miroslav Kokoška, hráč na marimbu a hudební skladatel († 13. května 2005)
- 1948 – Petr Šálek, fotograf
- 1950
  - Milan Kondr, primátor Prahy
  - Jiří Pelán, literární historik a překladatel
- 1951 – Karel Sehoř, člen kolegia NKÚ
- 1957 – Rut Bízková, ministryně životního prostředí ČR
- 1958 – Jiří Hanych, režisér
- 1967 – Leoš Kuba, hudební skladatel
- 1968 – Pavel Kuka, fotbalista
- 1970 – Dana Stodolová, sériová vražedkyně, která v letech 2001 a 2002 společně s manželem Jaroslavem zavraždila a oloupila 8 osob
- 1978 – Lukáš Konečný, boxer

### Svět

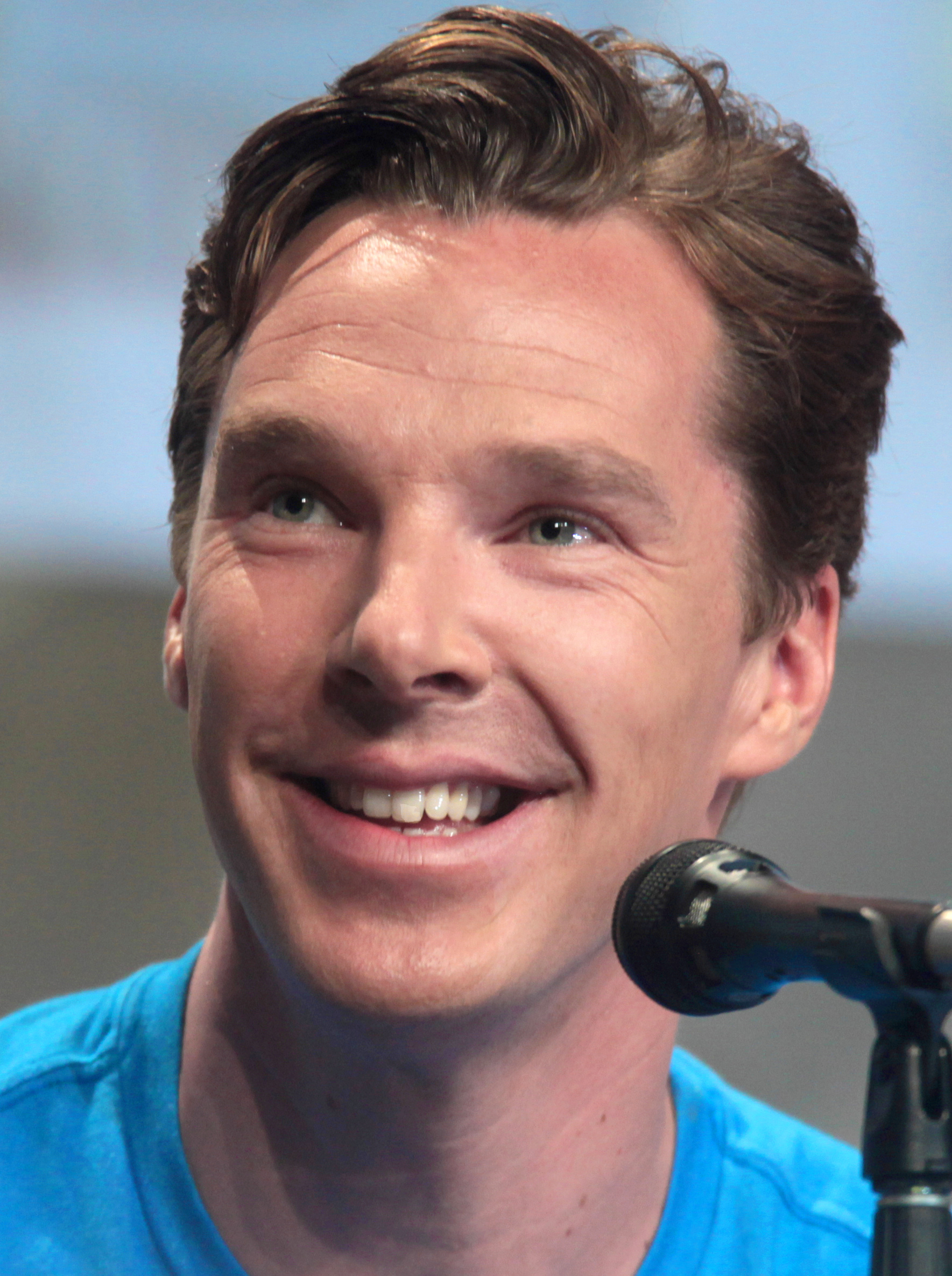
Benedict Cumberbatch (* 1976)

- Vitalij Kličko (* 1971)Benedict Cumberbatch (* 1976)1473 – Anna Marie Sforza, dcera milánského vévody a provdaná ferrarská princezna († 30. listopadu 1497)

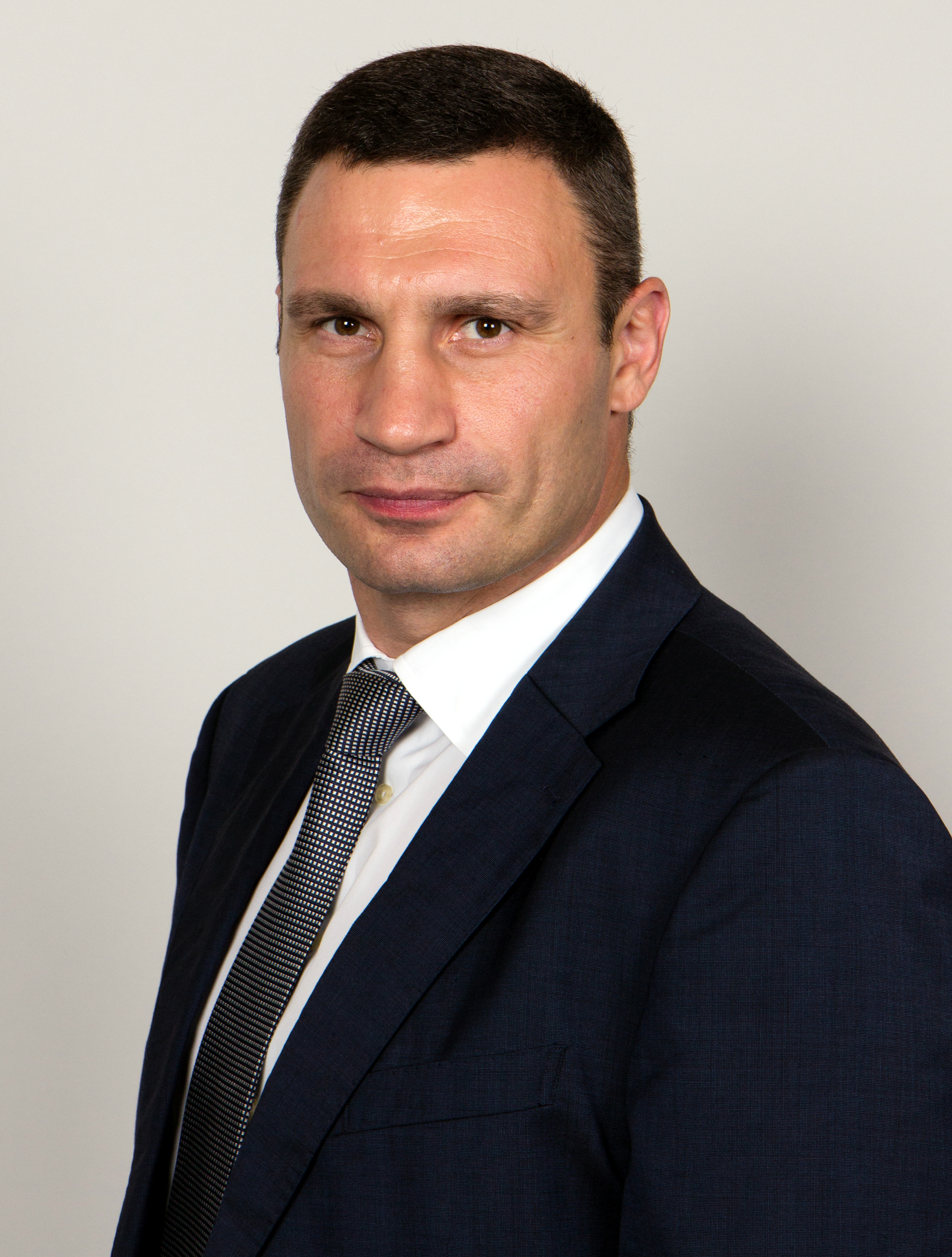
Vitalij Kličko (* 1971)

- 1681 – Henrietta Godolphin, 2. vévodkyně z Marlborough, anglická šlechtična († 24. října 1733)
- 1698 – Johann Jakob Bodmer, švýcarský spisovatel († 2. ledna 1783)
- 1761 – Vasilij Vladimirovič Petrov, ruský fyzik a chemik († 15. srpna 1834)
- 1768 – Nicola Grimaldi, italský kardinál († 12. ledna 1845)
- 1789 – John Martin, anglický malíř († 17. února 1854)
- 1806 – Lorenz Diefenbach, německý lexikograf († 28. března 1883)
- 1808 – Augustin Alexis Damour, francouzský mineralog († 22. září 1902)
- 1814 – Samuel Colt, americký vynálezce († 10. ledna 1862)
- 1819 – Gottfried Keller, švýcarský prozaik a lyrický básník († 15. července 1890)
- 1834 – Edgar Degas, francouzský malíř a sochař († 27. září 1917)
- 1838 – Joel Asaph Allen, americký zoolog a ornitolog († 29. srpna 1921)
- 1858 – Julius Kugy, slovinský alpinista († 5. února 1944)
- 1861 – August Stauda, rakouský fotograf († 8. července 1928)
- 1863
  - Heinrich von Maur, německý generál († 10. dubna 1947)
  - Hermann Bahr, rakouský spisovatel († 15. ledna 1934)
- 1876 – Ignaz Seipel, rakouský kancléř († 2. srpna 1932)
- 1878 – Leopold Klement Sasko-Kobursko-Gothajský, důstojník rakousko-uherské armády († 27. dubna 1916)
- 1879 – Eugen Lanti, francouzský, v esperantu píšící spisovatel († 1. ledna 1947)
- 1883 – Max Fleischer, americký animátor a producent († 1972)
- 1884 – Karel Eduard Sasko-Kobursko-Gothajský, poslední sasko-kobursko-gothajský vévoda († 6. března 1954)
- 1885 – Aristides Sousa Mendes, portugalský šlechtic a diplomat († 3. dubna 1954)
- 1893 – Vladimir Vladimirovič Majakovskij, ruský básník († 14. dubna 1930)
- 1894 – Alexandr Chinčin, sovětský matematik († 18. listopadu 1959)
- 1895 – Sü Pej-chung, čínský malíř († 26. září 1953)
- 1896 – Archibald Joseph Cronin, skotský lékař a spisovatel († 6. ledna 1981)
- 1898
  - Etienne Decroux, francouzský herec a mim († 12. března 1991)
  - Herbert Marcuse, německo-americký filosof a sociolog († 29. července 1979)
- 1900 – Arno Breker, německý sochař a architekt († 13. února 1991)
- 1907 – Paul Magloire, vojenský diktátor na Haiti († 12. července 2001)
- 1912 – Andreas Lommel, německý etnolog († 9. ledna 2005)
- 1921 – Rosalyn Yalowová, americká fyzička, držitelka Nobelovy ceny za lékařství († 30. května 2011)
- 1922
  - Al Haig, americký klavírista († 16. listopadu 1982)
  - George McGovern, americký politik († 21. října 2012)
- 1924 – Vlastimil Herold, slovenský výtvarník a filmař († 10. března 2004)
- 1929
  - Emmanuel Le Roy Ladurie, francouzský historik († 22. listopadu 2023)
  - John Hejduk, americký architekt († 3. července 2000)
- 1934
  - Francisco Sá Carneiro, portugalský premiér († 4. prosince 1980)
  - Bobby Bradford, americký hudebník
- 1935
  - Philip Agee, důstojník CIA a spisovatel († 7. ledna 2008)
  - Gerd Albrecht, německý dirigent († 2. února 2014)
  - Vasilij Livanov, ruský herec
- 1936 – Carmell Jones, americký trumpetista († 7. listopadu 1996)
- 1937 – Bibb Latané, americký sociální psycholog
- 1938
  - Richard Jordan, americký herec († 1993)
  - Vachtang Kikabidze, gruzínský hudebník, zpěvák, skladatel a herec († 15. ledna 2023)
- 1939 – Bernhard Gröschel, německý jazykovědec, slavista a vysokoškolský pedagog († 4. října 2009)
- 1940 – Terry Jennings, americký hudební skladatel († 11. prosince 1981)
- 1943
  - Roy D. Bridges, americký astronaut
  - Thomas J. Sargent, americký ekonom, Nobelova cena 2011
- 1946 – Ilie Năstase, rumunský tenista
- 1947
  - Brian May, anglický rockový hudebník
  - Rikija Jasuoka, japonský zpěvák a herec († 8. dubna 2012)
- 1948 – Keith Godchaux, americký hudebník (Grateful Dead) († 1980)
- 1949 – Kgalema Motlanthe, prezident Jihoafrické republiky
- 1950
  - Tom McLoughlin, americký scenárista a režisér
  - Neil Asher Silberman, americký archeolog a historik
- 1952 – Allen Collins, americký hudebník (Lynyrd Skynyrd) († 1990)
- 1954 – Srđa Trifković, americký historik, spisovatel a novinář
- 1959 – Diego Ormaechea, uruguayský ragbista
- 1971 – Vitalij Kličko, ukrajinský boxer
- 1973 – Lucia Vráblicová, slovenská herečka
- 1976
  - Benedict Cumberbatch, britský herec
  - Eric Prydz, švédský DJ a hudební producent
- 1980
  - Xavier Malisse, belgický tenista
  - Kevin Großkreutz, německý fotbalista
- 1988 – Shane Dawson, americký YouTube herec, komik a hudebník

## Úmrtí
Viz též Kategorie:Úmrtí 19. července — automatický abecedně řazený seznam.

### Česko

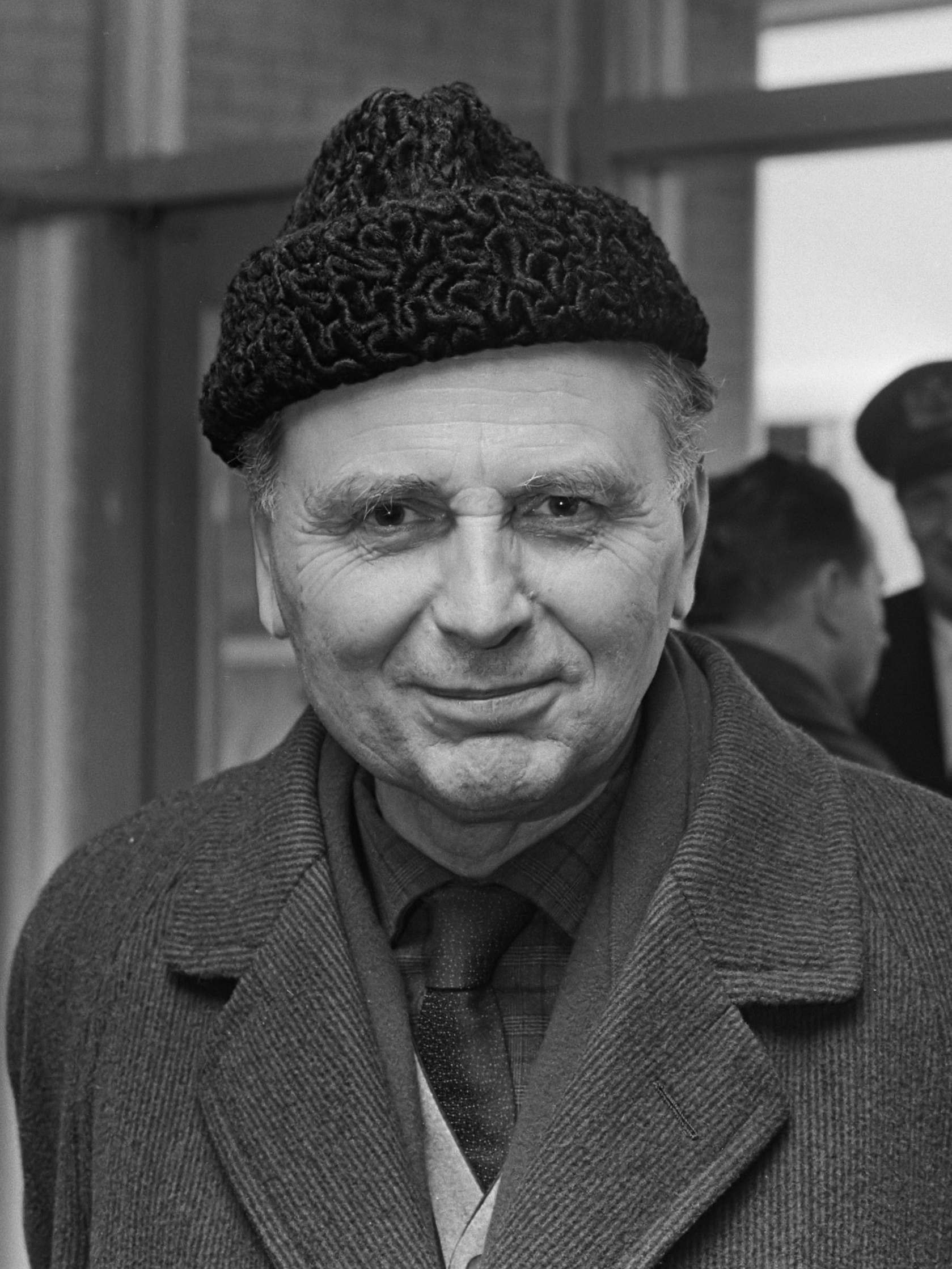
Elmar Klos († 1993)

- 1449 – Kašpar Šlik, kancléř Svaté říše římské (* ? 1396)

- 1803 – Jan Matěj Butz z Rollsbergu, olomoucký kanovník (* 17. ledna 1712)
- 1825 – Peter Brukner, provinciál piaristického řádu (* 10. prosince 1747)
- 1903 – František Samec, český politik, starosta Týna nad Vltavou (* 1834)
- 1921 – Josef Hybeš, český a rakouský levicový politik a novinář (* 29. ledna 1850)
- 1932 – Josef Klenka, sokolský funkcionář (* 1. dubna 1853)
- 1935 – Jiří Haussmann, československý soudce, státní úředník a politik (* 11. června 1868)
- 1944 – Blažena Blažejová, činoherní herečka (* 3. února 1867)
- 1946 – Johann Platzer, československý politik německé národnosti (* 1. března 1880)
- 1954 – Petr Solfronk, politik (* 3. února 1876)
- 1963 – Jan Hanč, spisovatel (* 1916)
- 1965 – Rudolf Saudek, sochař, grafik a překladatel (* 20. října 1880)
- 1968 – Jaroslav Očenášek, hudební skladatel (* 10. února 1901)
- 1970 – Bedřich Nikodém, hudební skladatel, trampský písničkář (* 12. srpna 1909)
- 1983 – Antonín Kolek, pedagog, historický beletrista (* 8. července 1895)
- 1988 – Jaroslav Tuzar, kameraman (* 1908)
- 1993 – Elmar Klos, režisér a scenárista (* 26. leden 1910)
- 1994 – Rudolf Firkušný, klavírista a skladatel (* 11. února 1912)
- 1998 – Karel Otto Hrubý, fotograf (* 15. dubna 1916)
- 2007 – Jiří Zahajský, herec (* 19. leden 1939)
- 2011 – Josef Klempera, prozaik a autor odborné a naučné literatury (* 30. srpna 1926)

### Svět

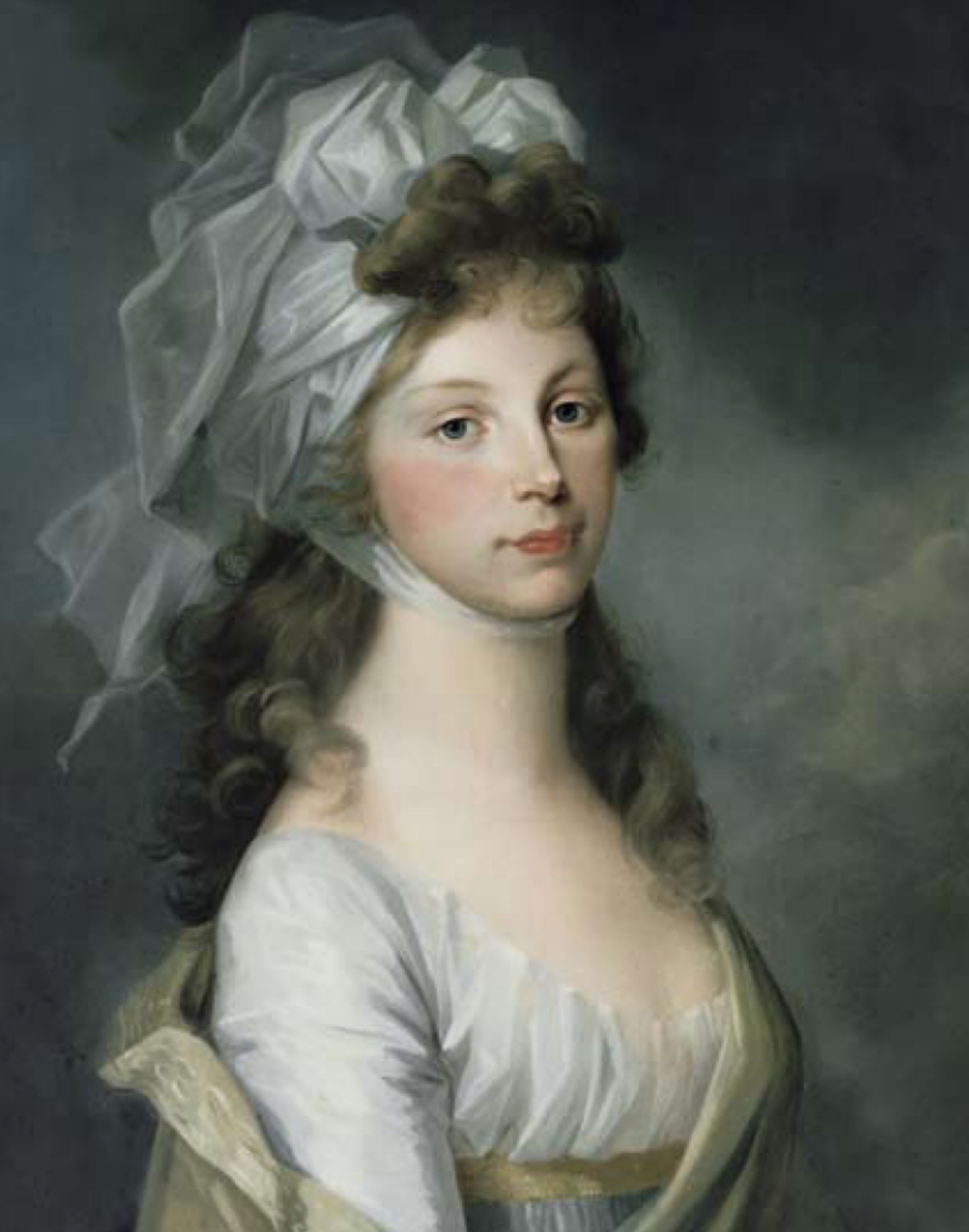
Luisa Meklenbursko-Střelická († 1810)

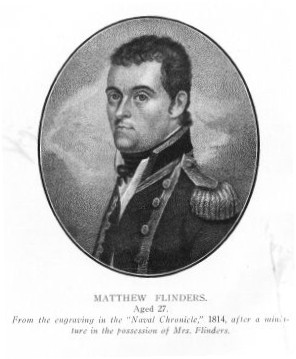
Matthew Flinders († 1814)

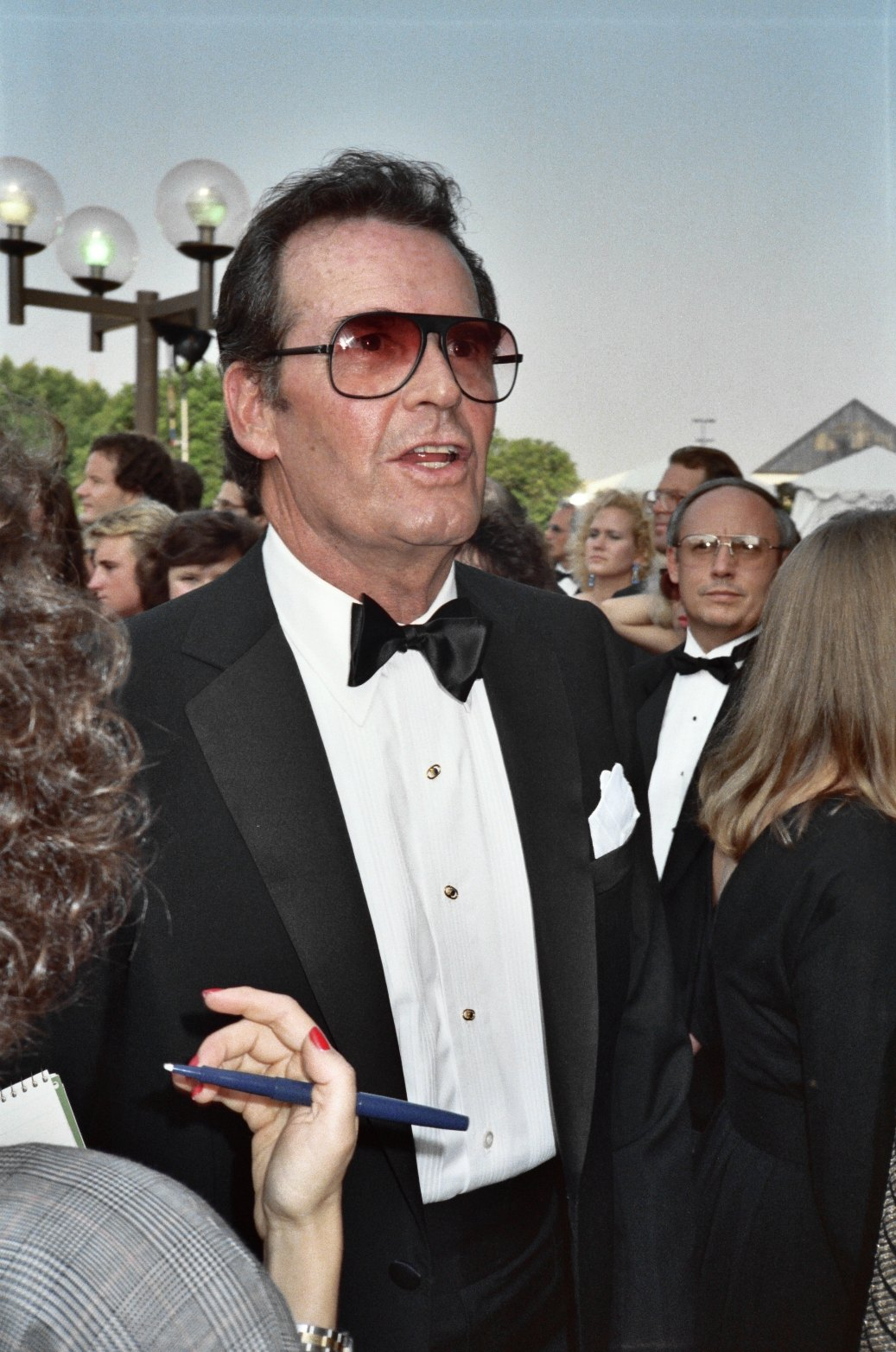
James Garner († 2014)

- 1415 – Filipa z Lancasteru, manželka portugalského krále Jana I. (* 31. března 1359)
- 1427 – Stefan Lazarević, srbský kníže (* kolem 1377)
- 1476 – Hans Böhm, německý lidový kazatel (* kolem 1458)
- 1543 – Marie Boleynová, anglická šlechtična, milenka anglického krále Jindřicha VIII. (* asi 1499)
- 1630 – Daniele Crespi, italský barokní malíř (* mezi léty 1597–1600)
- 1810 – Luisa Meklenbursko-Střelická, pruská královna, manželka Fridricha Viléma III. (* 10. března 1776)
- 1814 – Matthew Flinders, anglický navigátor a kartograf (* 1774)
- 1824 – Agustín de Iturbide, mexický voják, politik, císař (* 27. září 1783)
- 1832 – Henri François Berton, francouzský hudební skladatel (* 3. května 1784)
- 1838 – Frédéric Duvernoy, francouzský hornista a skladatel (* 16. října 1765)
- 1850 – Margaret Fuller, americká novinářka (* 23. května 1810)
- 1854 – Luisa Amélie Bádenská, bádensko-švédská princezna (* 5. června 1811)
- 1861 – Michele Tenore, italský botanik (* 5. května 1780)
- 1878 – Jegor Ivanovič Zolotarjov, ruský matematik (* 31. března 1847)
- 1890 – Jiří II. Řecký, řecký král († 1. dubna 1947)
- 1895 – Henri Ernest Baillon, francouzský botanik a lékař (* 30. listopadu 1827)
- 1926 – Ernst Lecher, rakouský fyzik (* 1. června 1856)
- 1935 – Arthur Drews, německý filosof (* 1865)
- 1937
  - Polikarp Mdivani, předseda lidových komisařů Gruzie (* ? 1877)
  - George Safford Parker, zakladatel Parker Pen Company (* 1. listopadu 1863)
- 1943 – Karol Herman Stępień, polský kněz a mučedník (* 21. října 1910)
- 1945
  - Augustin Vološin, podkarpatskoruský duchovní, československý politik (* 17. března 1874)
  - Heinrich Wölfflin, švýcarský historik umění (* 21. června 1864)
- 1947 – Aun Schan, burmský politik (* 1915)
- 1957 – Curzio Malaparte, italský spisovatel (* 9. června 1898)
- 1959
  - Imre Schlosser, maďarský fotbalový útočník (* 11. října 1889)
  - Wilhelm Hillebrand, autor teplotní metody přirozeného plánování rodičovství (* 27. ledna 1892)
- 1965 – I Sung-man, první prezident Korejské republiky (* 1875)
- 1969 – Carl Jörns, německý cyklista a automobilový závodník (* (11. prosince 1875)
- 1972 – Helge Roswaenge, dánský tenorista (* 29. srpna 1897)
- 1980
  - Hans Morgenthau, americký politolog (* 17. února 1904)
  - Nihat Erim, turecký premiér (* 1912)
- 1985 – Janusz A. Zajdel, polský spisovatel (* 1938)
- 1989 – Benjamin Tamuz, izraelský spisovatel, novinář, umělecký kritik, malíř a sochař (* 11. července 1919)
- 1992 – Paolo Borsellino, italský prokurátor a bojovník proti italské mafii (* 1940)
- 1994 – Eilís Dillonová, irská spisovatelka (* 7. března 1920)
- 1997 – Oliver Rácz, slovenský básník, spisovatel, pedagog, politik (* 21. ledna 1918)
- 2001 – Michiel Daniel Overbeek, jihoafrický astronom (* 15. září 1920)
- 2002 – Alan Lomax, americký muzikolog a folklorista (* 31. ledna 1915)
- 2004
  - Zenkó Suzuki, premiér Japonska (* 11. ledna 1911)
  - Ľudovít Lancz, slovenský fotbalista (* 1964)
- 2006
  - George Wetherill, americký astrofyzik (* 12. srpna 1925)
  - Jack Warden, americký herec (* 1920)
- 2010 – Cécile Aubryová, francouzská filmová herečka, spisovatelka a televizní scenáristka (* 3. srpna 1928)
- 2011 – Ivan Gálfy, slovenský horolezec (* 15. července 1933)
- 2012 – Umar Sulajmán, egyptský politik a vojenský hodnostář (* 2. července 1936)
- 2013
  - Mikuláš Kasarda, slovenský básník (* 26. července 1925)
  - Simon Ignatius Pimenta, indický kardinál, arcibiskup Bombaje (* 1. března 1920)
- 2014
  - Lionel Ferbos, americký trumpetista (* 17. července 1911)
  - Skye McCole Bartusiak, americká herečka (* (28. září 1992)
  - James Garner, americký herec (* 7. dubna 1928)
- 2015 – Galina Prozumenščikovová, plavkyně, reprezentantka Sovětského svazu, pět olympijských medailí (* 26. listopadu 1948)
- 2019
  - Rutger Hauer, nizozemský divadelní, televizní a filmový herec (* 23. ledna 1944)
  - Ágnes Hellerová, maďarská filosofka a disidentka (* 12. května 1929)
- 2025 – Ingvar Ambjørnsen, norský spisovatel (* 20. května 1956)

## Svátky

### Česko
- Čeněk, Čeňka

### Svět
- Myanmar: Den mučedníků
- Nikaragua: Den národního osvobození (1979)
- Laos: Den nezávislosti

| 19. červenec v pražském KlementinuÚdaje jsou platné k 8. 7. 2025. | 19. červenec v pražském KlementinuÚdaje jsou platné k 8. 7. 2025. | 19. červenec v pražském KlementinuÚdaje jsou platné k 8. 7. 2025. |
| minimum                                                           | denní průměr                                                      | maximum                                                           |
| ----------------------------------------------------------------- | ----------------------------------------------------------------- | ----------------------------------------------------------------- |
| 9,5 °C (1786)                                                     | 19,0 °C (od 1961)                                                 | 34,3 °C (2006)                                                    |